# Spathiphyllum minor
Spathiphyllum minor är en kallaväxtart som beskrevs av George Sydney Bunting. Spathiphyllum minor ingår i släktet Spathiphyllum och familjen kallaväxter. Inga underarter finns listade.